# Volo Viasa 897
Il volo Viasa 897 si riferisce a un servizio passeggeri di linea che ebbe origine a Roma e si sarebbe dovuto concludere a Caracas. Gli scali intermedi dovevano essere effettuati a Madrid, a Lisbona e sull'isola di Santa Maria, ma precipitò nell'Oceano Atlantico al largo delle coste del Portogallo il 30 maggio 1961, poco dopo il decollo dall'aeroporto di Portela. Non ci furono sopravvissuti tra i 61 occupanti dell'aereo.

## L'aereo
Il velivolo coinvolto era un Douglas DC-8-53, marche PH-DCL, numero di serie 45615, numero di linea 131. Volò per la prima volta nel marzo 1961 e venne consegnato a KLM nel maggio dello stesso anno; la compagnia olandese operava con questo jet voli per la compagnia venezuelana Viasa. Era spinto da 4 motori turboventola Pratt & Whitney JT3D-1. Al momento dell'incidente, l'aereo aveva solo due mesi e aveva accumulato 209 ore di volo in 82 cicli di decollo-atterraggio.

## L'incidente
Nel momento in cui l'aereo di linea decollò da Lisbona alle 01:15 UTC, il cielo notturno aveva la base delle nubi a 3 700 piedi (1 100 m). Pochi minuti dopo, il DC-8 entrò in una spirale verso sinistra poco dopo aver inviato due brevi messaggi al controllo del traffico aereo. In risposta, il pilota virò troppo bruscamente a destra e l'aereo colpì il mare con un angolo di beccheggio di circa 25° verso il basso.

## Le indagini
La causa dell'incidente del volo Viasa 897 non venne mai determinata dalle autorità portoghesi o olandesi. Il rapporto ufficiale dal Portogallo concluse: "Nonostante un'indagine molto approfondita e dispendiosa in termini di tempo, in cui hanno collaborato molte autorità ed esperti, non è stato possibile stabilire una probabile causa dell'incidente".
I Paesi Bassi, come stato di immatricolazione dell'aeromobile, commentarono: "sebbene non vi siano indicazioni dirette al riguardo, il Board ritiene possibile che l'incidente sia stato causato da un'avaria della strumentazione, in particolare dell'orizzonte artificiale, o dalla distrazione dei piloti, che non rilevarono in tempo una grave deviazione dalla normale traiettoria di volo".
Al momento in cui si verificò, il volo 897 fu il terzo incidente con vittime di un grande aereo di linea da quando furono introdotti in servizio nel 1958. Fu il peggior incidente di aviazione civile mai avvenuto in Portogallo fino allo schianto del volo TAP Air Portugal 425 nel 1977.